# Gitarist
Gitarist je glazenik koji svira gitaru. Ovisno o žanru, gitarist može svirati klasičnu, akustičnu, električnu ili bas-gitaru. Gitaristi mogu zvuk gitare proizvesti na različite načine: prstima ili trzalicom.